# Mohamed El-Messouti
Mohamed El-Messouti (* 15. října 1963) je syrský zápasník, specializující se na volný styl. V roce 1988 se zúčastnil her v Soulu, kde v kategorii do 48 kg vypadl ve čtvrtém kole. V prvním kole měl volný los, ve druhém porazil Marcuñu ze Španělska, ve třetím podlehl Vannimu ze Spojených států a ve čtvrtém pozdějšímu celkovému vítězi Kobajašimu z Japonska.